# Bekir Pasha-aquaduct
Bekir Pasha-aquaduct (Grieks: Υδραγωγείο Καμαρών) is een oud aquaduct in Larnaca op het eiland Cyprus, uit het Ottomaanse Rijk. Het aquaduct wordt ook wel Kamares-aquaduct genoemd.
Het aquaduct is in vrij goede staat en er loopt een drukke weg onderdoor. Om het aquaduct goed te kunnen bekijken loopt er ook een voetpad langs en is het bij donker verlicht. Het aquaduct stamt uit 1750 en was tot 1939 nog in gebruik en bestaat uit totaal 75 bogen. Het draagt de naam Bekir Pasha, omdat het aquaduct door Ebubekir Pasha betaald is.
Het is tevens het startpunt (of eindpunt) van de Salt Lake Hike, een prachtig fiets/wandelpad langs het Zoutmeer van Larnaca.

## Afbeeldingen

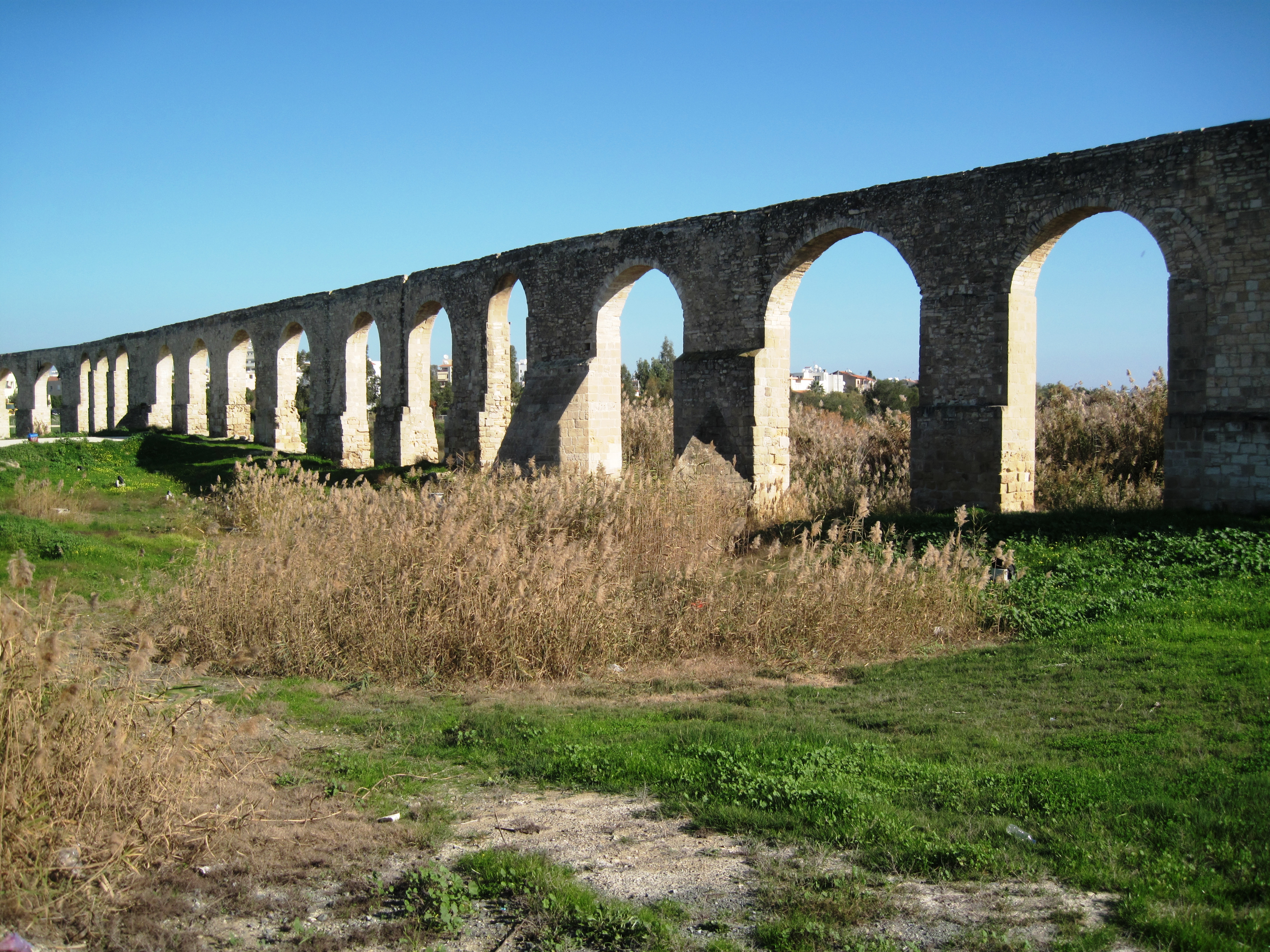
Het aquaduct
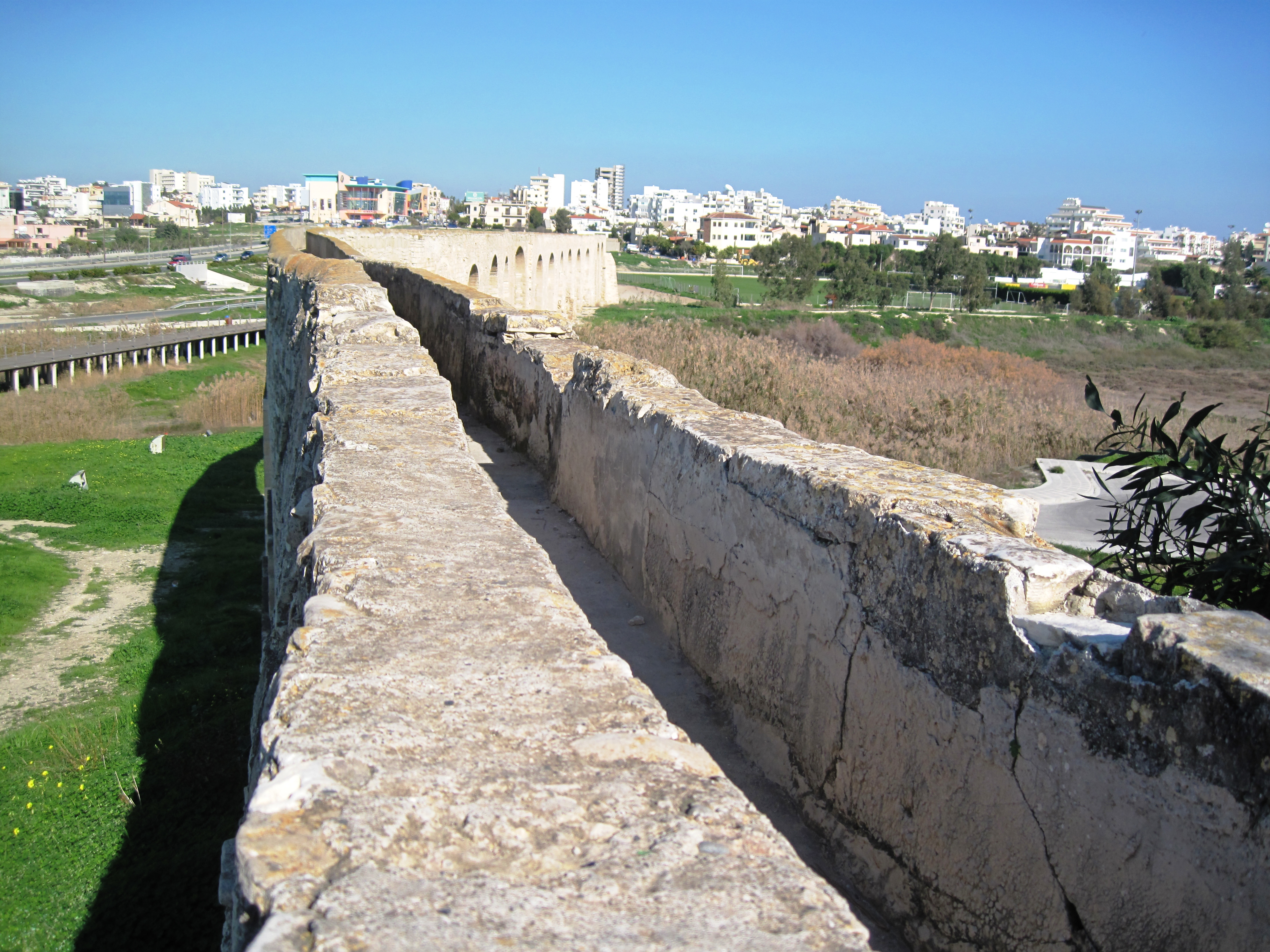
Het aquaduct vanaf boven
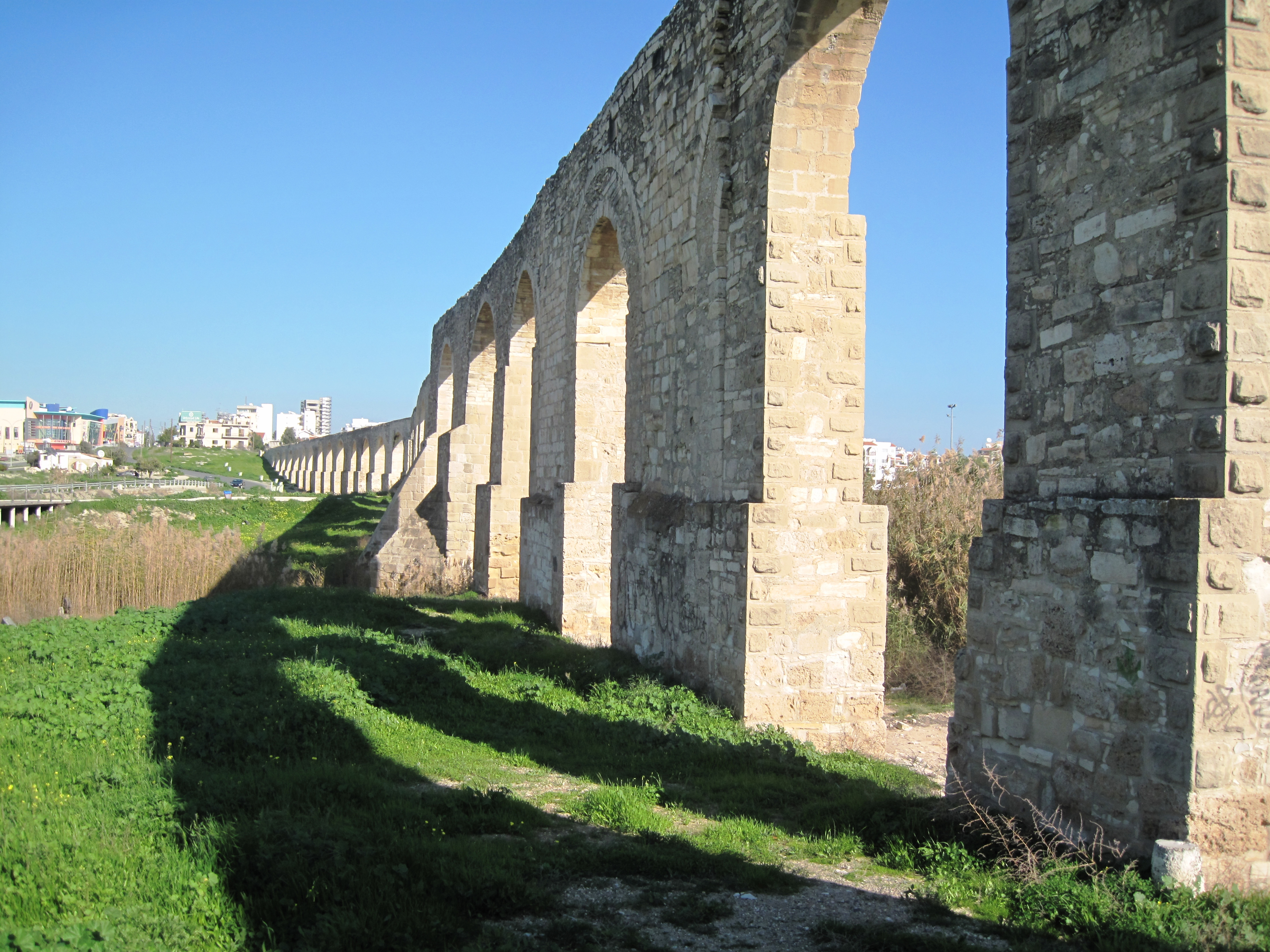
De bogen van het aquaduct
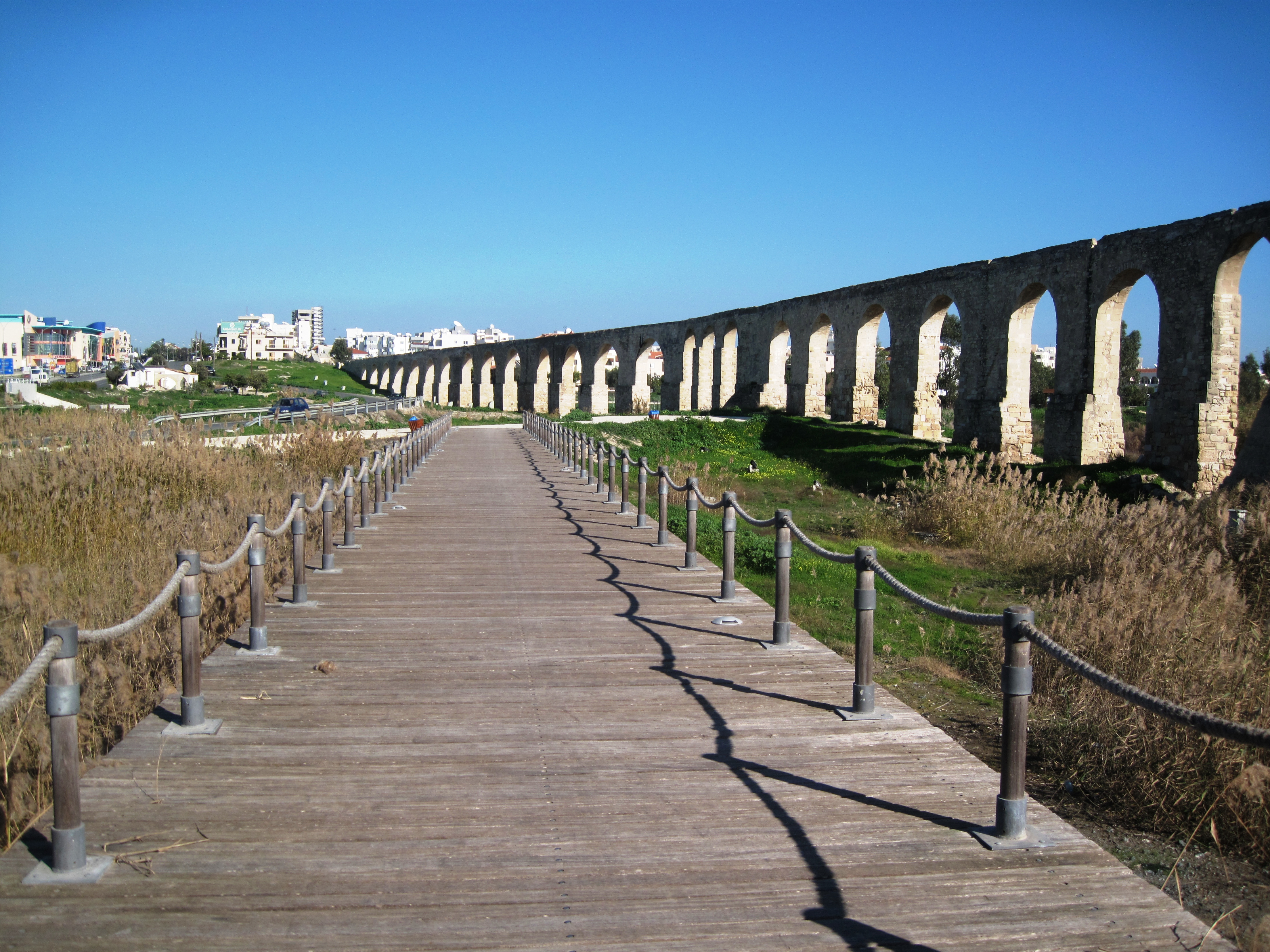
Het looppad langs het aquaduct